# Susanne Krell
Susanne Krell (* 29. Juli 1955 in Betzdorf) ist eine deutsche Künstlerin, deren Konzeptarbeit sich zwischen Installation, Malerei, Grafik, Photo und Video bewegt.

## Leben
Neben einem Fachhochschulstudium in Koblenz (1972–1976), einem Kunsttheorie-Fernstudium an der Universität Tübingen (1989–1990) und einem Philosophiestudium an der Universität Bonn (1998–2002) war vor allem die Begegnung mit Marina Abramovic anlässlich ihres Seminars Cleaning the House (1999) von Einfluss für ihr künstlerisches Schaffen.

## Werk
Susanne Krell sammelt Orte. Ort sein bedeutet für die Künstlerin nicht primär die geographische Realität, sondern die dahinter verborgenen Schichten aus Ideen, Mythos und Geschichte.
In einem Prozess des Sicheinlassens auf den Ort überträgt Susanne Krell dessen Ideenkonzept in ein künstlerisches Medium. Mittels Frottage-Technik reibt sie die Oberfläche steinerner Strukturen auf Papier oder Leinwände, die entweder roh belassen oder vielfältig vorgefärbt sind.
Reisen führen Susanne Krell überall dorthin, wo Menschen Spuren in Stein hinterlassen haben. Immer wieder sind es Orte im Brennpunkt kultureller, sozialer oder religiöser Spannungen wie der Nahe Osten, Russland, China oder Osteuropa.
Im Laufe der Jahre ist auf diese Weise eine große Sammlung von Abrieben unterschiedlichster Orte entstanden, die bevorzugt in Rauminstallationen mit der vorgefundenen Umgebung und deren Objekten in Bezug gesetzt. Teil ihres künstlerischen Konzepts ist die Offenlegung der den Frottagen inhärenten Zeit- und Geschichtlichkeit in Photographien, Videos, Projektionen, Tondokumenten oder Collagen.

## Preise und Stipendien (Auswahl)
- 2000: Preisträgerin Uhrturm-Kunstpreis für Malerei in Rheinland-Pfalz
- 2004: Art in Situ-Stipendium La Roche-sur-Grane
- 2005: Dr.-Theobald-Simon-Preis Bonn
- 2005: Arbeits-Stipendium Budapest
- 2010: Nominierung Gabriele Münter Preis
- 2020: Ida Dehmel-Kunstpreis der GEDOK

## Ausstellungen (Auswahl)

### Einzelausstellungen
- 2020: zur zeit_und weiter; Kunstmuseum Bonn[4]
- 2020: zur zeit_hier; Roentgen-Museum Neuwied[5]
- 2015: BEWAHREN Archivlandschaft Rheinland; LVR-Kulturzentrum Abtei Brauweiler[6]
- 2014: Wie im Märchen... Ein Projekt für Schloss Schönstein; Schloss Schönstein Wissen[7]
- 2012: attigit.projekt Museum Pfalzgalerie Kaiserslautern[8], Kreuzung an St. Helena Bonn 2008[9] und Musica Sacra; Maastricht 2008
- 2012: autochthon | awtochtone; Sorbisches Museum Bautzen
- 2011: 9/11 – siebenundfünfzig andere Möglichkeiten; Europäisches Parlament und RLF Brüssel, Amerikahaus Köln
- 2008: in situ | so viele Geschichten; Installation im Mittelrhein-Museum Koblenz
- 2006: Projektionen; Stadtmuseum Siegburg
- 2006: buildings of ideas open and closed; ON gallery Poznań
- 1997: ...etwas zu Rommersdorf; Rauminstallation in der Abteikirche Rommersdorf/Neuwied im Rahmen des Kultursommers Rheinland-Pfalz

### Gruppenausstellungen
- 2019: _casi cinco años, un día, un segundo in: FIVAC - 8vo Festival Internacional de Videoarte;[10] Camagüey
- 2014: Punkt 19:14 – Es macht mich wahnsinnig / rheinundartig; Künstlerforum Bonn[11]
- 2010: ab wann bin ich deutsche in: Checkpoint · RUHR.2010; Kunsthaus Essen
- 2010: TUTTI 137 Orte in: Vorreiterin; Ausstellung zum Gabriele Münter Preis 2010; Martin-Gropius-Bau Berlin
- 2009: RHIZOM in: Grenzen der Identität; Abtei Brauweiler und Kunstpalast Kraków
- 2007: ESTHAJNAL evening glow / morning red in: Asia Europe Mediations; MONA Museum Poznań
- 2006: Confessions in: scharf! Die Frau in der Gesellschaft heute; Museum für Kunst und Gewerbe Hamburg
- 2006:	walking in: ...auf dem Wege; Ausstellungshalle Shandong Jinan; Deutsches Kulturinstitut; Taipei/Taiwan und Kuandu Museum of Fine Arts Taipei

## Sonstiges
Krell ist auch als Kuratorin für Kunstvereine und Museen tätig. 2007 war sie Mentorin im Mentoring-Projekt des Ministeriums für Bildung, Frauen und Jugend in Mainz. Darüber hinaus gewann und realisierte sie seit 1999 Kunst-am-Bau-Wettbewerbe, zuletzt 2013 als Gewinnerin des internationalen Wettbewerbs Le Mur | Die Mauer am Bischofssitz der Diözese Lausanne, Genf und Freiburg in Fribourg. 2016 wurde die von Krell konzipierte und erarbeitete Glasplastik BALDACHIN Im Verborgenen | Ein Edelstein hinter der Mauer im Kryptahof der Dreifaltigkeitskirche (Bern) aufgestellt; Ausführung durch die Firma Derix, Taunusstein.